# REMUS
Pour les articles homonymes, voir Remus.

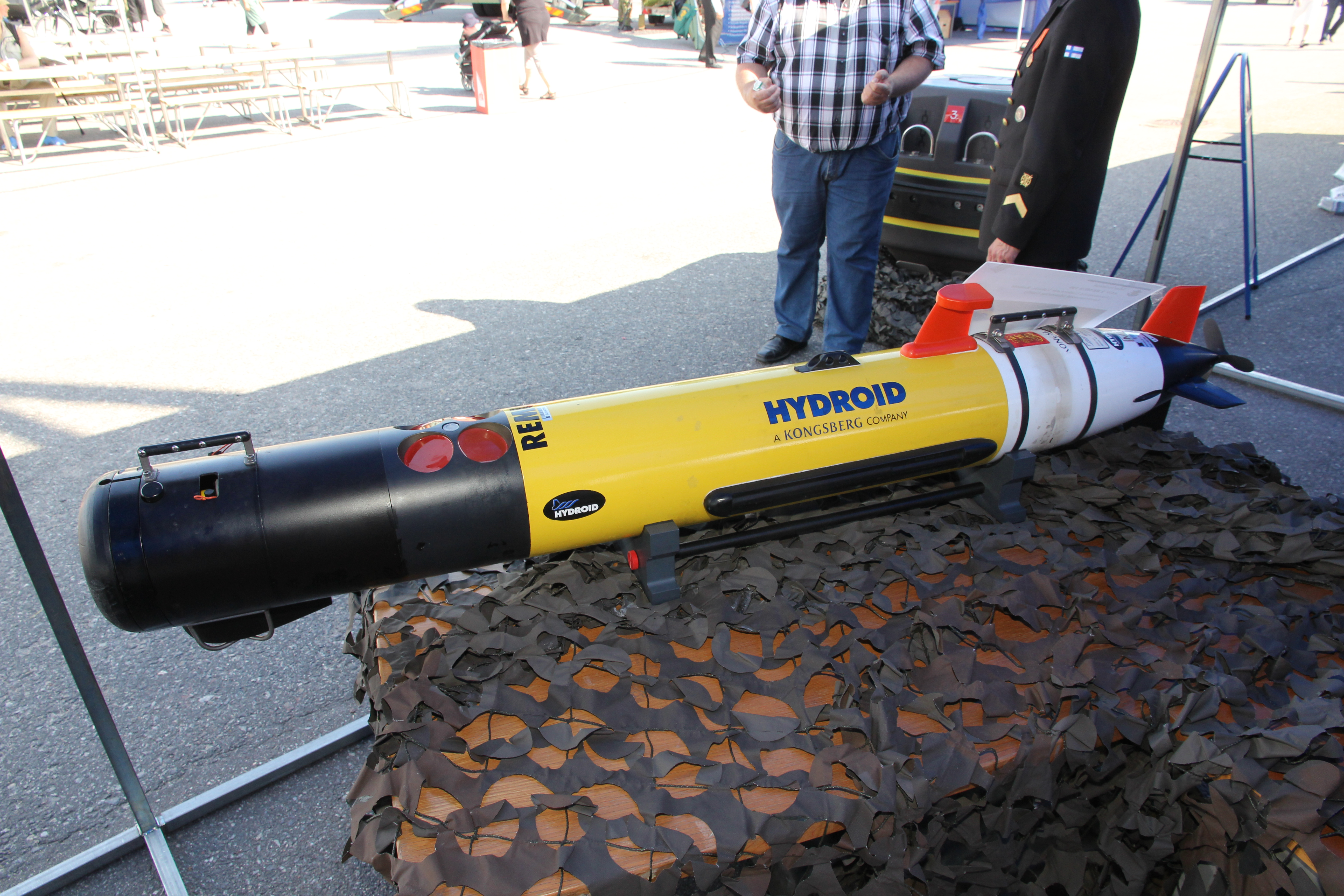
REMUS 100 utilisé par la Marine finlandaise.

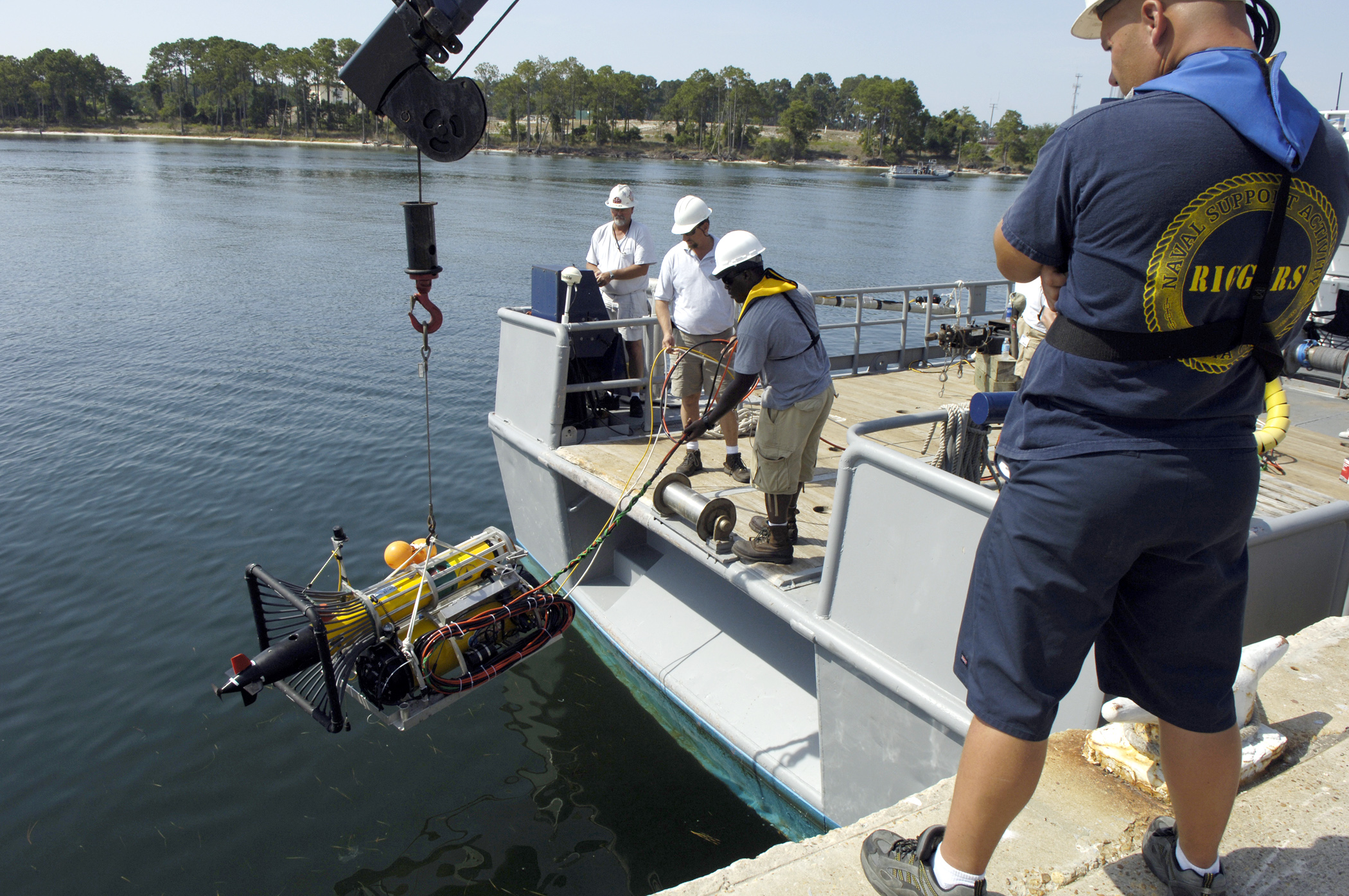
REMUS 100 de l'Institut océanographique de Woods Hole (WHOI) avec station d’accueil autonome (2007).

Les REMUS (acronyme de l’anglais Remote Environmental Monitoring UnitS) sont des robots sous-marins autonomes (AUV) fabriqués par l'Institut océanographique de Woods Hole et conçus par leur Oceanographic Systems Lab (OSL). Plus récemment, les robots REMUS ont été fabriqués par la société dérivée Hydroid Inc, qui était une filiale en propriété exclusive de Kongsberg Maritime. Hydroid a été racheté par Huntington Ingalls Industries (HHI) en mars 2020. Les robots REMUS sont conçus pour être peu coûteux, ils ont un logiciel de contrôle partagé et des sous-systèmes électroniques et peuvent être utilisées à partir d’un ordinateur portable. Ils sont utilisés par des opérateurs civils pour la cartographie des fonds marins, l’étude sous-marine et la recherche et le sauvetage, ainsi que par plusieurs marines pour des missions de lutte contre les mines.

## Modèles
Il existe un certain nombre de variantes du REMUS. Toutes sont en forme de torpille avec des capteurs reconfigurables.

### REMUS 6000
Le plus grand modèle est le REMUS 6000 avec 3,84 mètres de long et 71 centimètres de diamètre. Il doit son nom à sa profondeur de plongée maximale de 6000 m. Il peut se déplacer à des vitesses allant jusqu’à 5 nœuds (9,3 km/h) et a une endurance allant jusqu’à 22 heures. Il a été développé grâce à la coopération entre le Naval Oceanographic Office, l’Office of Naval Research et la Woods Hole Oceanographic Institution (WHOI).
En 2018, l’Agence japonaise pour les sciences et technologies marines et terrestres (JAMSTEC) a reçu une commande d’AUV REMUS 6000 de nouvelle génération. Le REMUS 6000 de nouvelle génération est basé sur l’ancienne plate-forme REMUS 6000 avec « une architecture modulaire qui permet l’ajout de plusieurs charges utiles, y compris des ensembles de capteurs client, des ailerons avant et des sections de batteries supplémentaires ». Hydroid affirme également que le modèle New Generation a une endurance augmentée.

### REMUS 620
En novembre 2022, le développement du REMUS 620 a été annoncé. Il s’agit d’une version améliorée du REMUS 300, construite à la même taille que le REMUS 600. Il dispose d’une autonomie de batteries allant jusqu’à 110 heures et d’un rayon d'action allant jusqu’à 275 milles marins (509 km), selon les modules installés, et d’une vitesse de pointe de 8 nœuds (15 km/h). Avec un sonar à synthèse d'ouverture installé, l’autonomie de la batterie est réduite à 78 heures avec un rayon d'action de 200 milles marins (370 km). Les missions pour lequel il est conçu comprennent la lutte contre les mines, les relevés hydrographiques, la collecte de renseignements, la surveillance, la cyberguerre et la guerre électronique. Il peut également lancer des UUV ou des UAV plus petits. Il peut être lancé à partir de sous-marins, de navires de surface, de petites embarcations (avec ou sans équipage) et d’hélicoptères. Il peut être récupéré sous l’eau par des sous-marins, et la récupération par des tubes lance-torpilles est en cours de développement à Woods Hole.

### REMUS 600

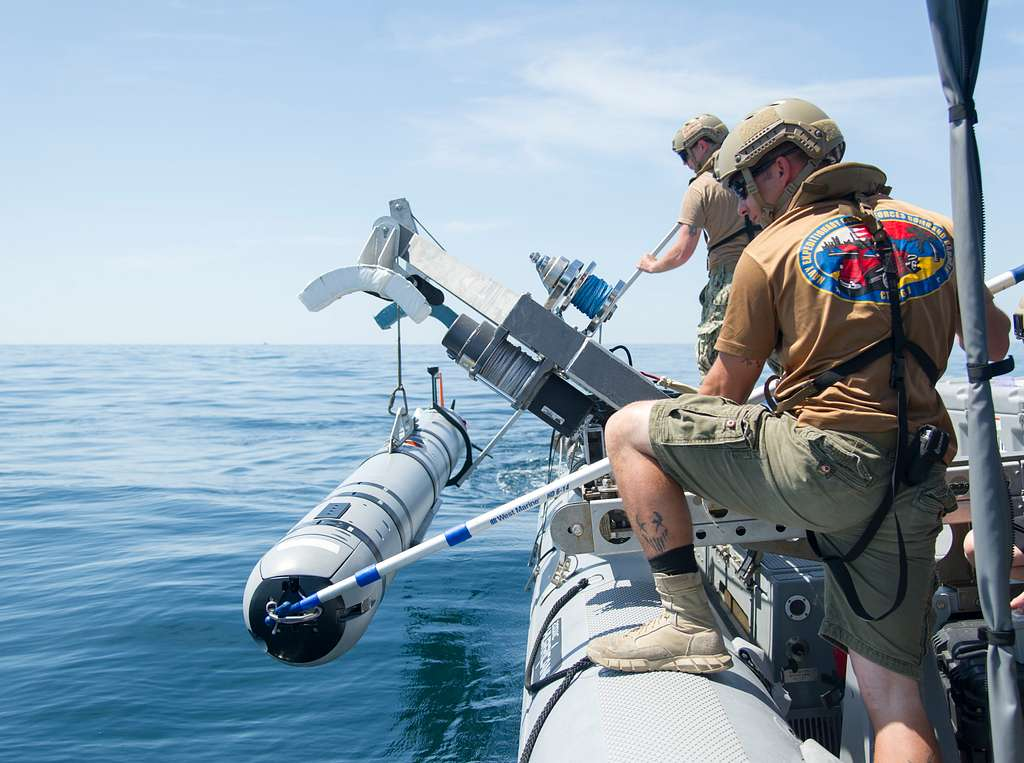
Des marins de l’US Navy mettent à l’eau un REMUS 600 lors d’un exercice de lutte contre les mines

Le REMUS 600 de taille moyenne était auparavant connu sous le nom de REMUS 12.75, ainsi appelé en raison de son diamètre de 12,75 pouces (32,4 cm). Il a été renommé 600 pour correspondre à la profondeur maximale à laquelle il peut opérer (600 m). Il peut se déplacer à des vitesses allant jusqu’à 5 nœuds (9,3 km/h) et a une endurance allant jusqu’à 70 heures à sa vitesse de croisière standard de 3 nœuds (5,6 km/h).
Un dérivé de l’US Navy désigné Mk 18 Mod 2 Kingfish a été fabriqué de 2012 à 2023,. Le Mk 18 Mod 2 est équipé d’un sonar à balayage latéral, d’une caméra vidéo orientée vers le bas, d’un ADCP, d’un GPS, d’un compteur d’atténuation du faisceau (BAM) pour mesurer la turbidité et d’un capteur de conductivité, de température et de profondeur (CTD),.
Au total, 175 REMUS 600 ont été livrés à des clients aux États-Unis, au Royaume-Uni, en Australie et au Japon.

### REMUS 300
Le REMUS 300 de petite taille est un développement du REMUS 100, annoncé en avril 2021. Il a une longueur de 2,3 m et un diamètre de 19 cm. Le REMUS 300 standard pèse 56 kg, mais sa conception modulaire permet une configuration allant de 45,4 kg à une configuration longue endurance de 67,6 kg. Il peut être configuré avec des batteries lithium-ion pour une autonomie allant jusqu’à 30 heures, avec un rayon d'action maximal de 89 milles marins (165 km). Il peut plonger jusqu’à 305 m (1001 pieds) et a une vitesse allant jusqu’à 5 nœuds (9,3 km/h).
Il est conçu pour la lutte contre les mines, la recherche et le sauvetage, l’évaluation environnementale rapide, les levés hydrographiques, la lutte anti-sous-marine, le renseignement, la surveillance et la reconnaissance. Il a des applications civiles dans les domaines de l’archéologie maritime, des énergies renouvelables et du pétrole et du gaz offshore.
En mars 2022, l’U.S. Navy a choisi le REMUS 300 comme petit UUV (SUUV) de nouvelle génération.

### REMUS 100

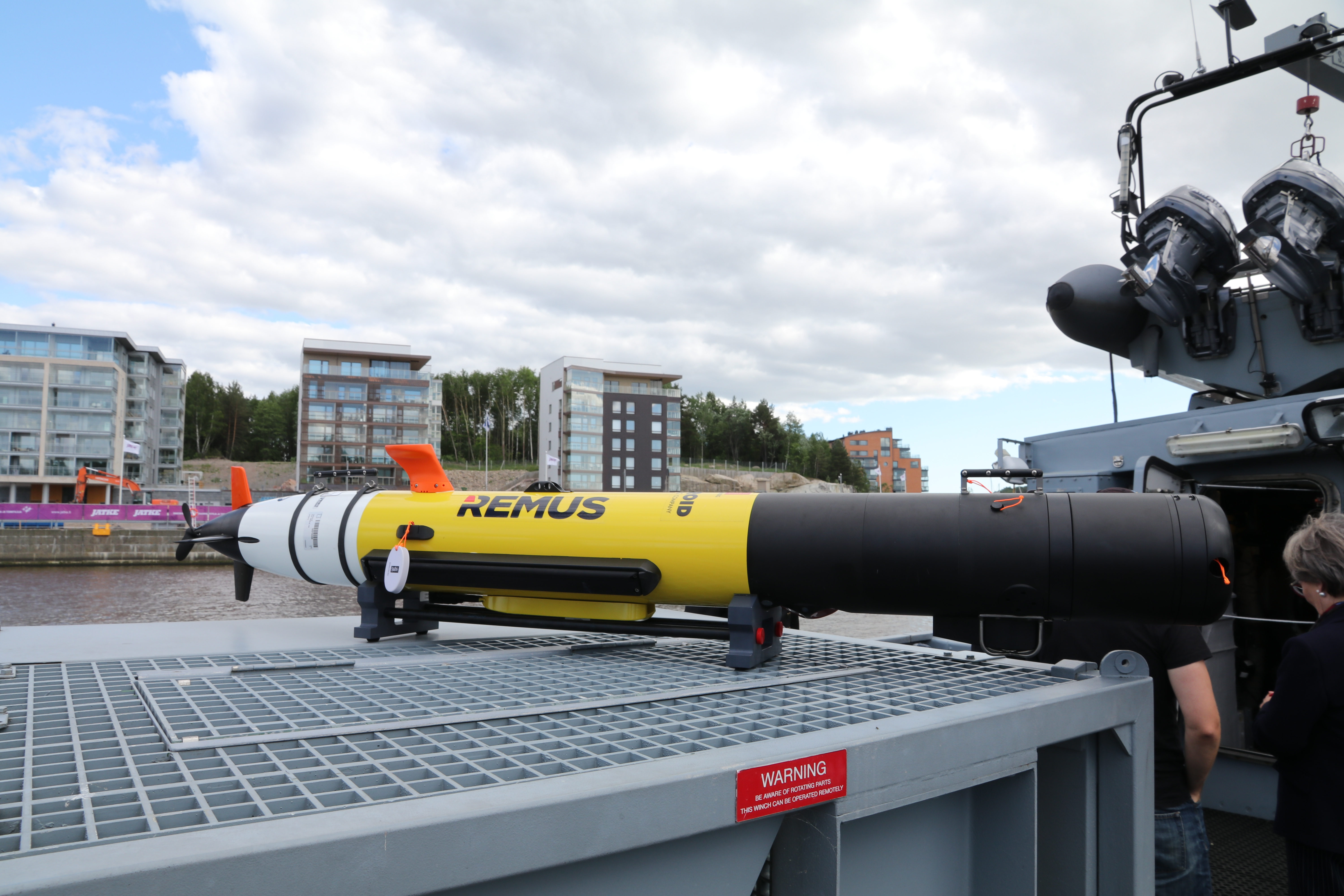
REMUS 100 de la marine finlandaise

Le REMUS 100 tire son nom de sa profondeur de travail maximale de 100 mètres. En plus du REMUS 100 standard, l’US Navy utilise un dérivé du REMUS 100 désigné Mk 18 Mod 1 « Swordfish ». Il peut se déplacer à des vitesses allant jusqu’à 5 nœuds (9,3 km/h) et a une endurance allant jusqu’à 22 heures à sa vitesse de croisière de 3 nœuds (5,6 km/h).

### REMUS M3V
Le REMUS M3V (Micro 300 Meter Rated Vehicle) est le plus petit de la gamme et est conçu pour s’adapter à l’enveloppe de conception sonobouy de type A (91,5 x 12,4 cm). Le M3V peut voyager à 10 nœuds et plonger jusqu’à 300 mètres. Une caractéristique du M3V apparemment unique parmi la famille REMUS est qu’il peut être largué par avion.

## Historique opérationnel
Les REMUS ont été utilisées avec succès en 2003 lors de l’opération Iraqi Freedom pour détecter les mines, et en 2011 lors de la quatrième recherche des « boîtes noires » de l’avion disparu du vol Air France 447, qu’ils ont réussi à trouver. Trois REMUS 6000 ont été utilisés dans la recherche du AF447. Dans une vidéo postée par le président colombien Juan Manuel Santos, on voit un REMUS 6000 utilisé par la marine nationale colombienne depuis l’ARC Malpelo pour examiner l’épave, aujourd’hui protégée, du galion San José qui a coulé en 1708 au large des côtes de Carthagène des Indes.

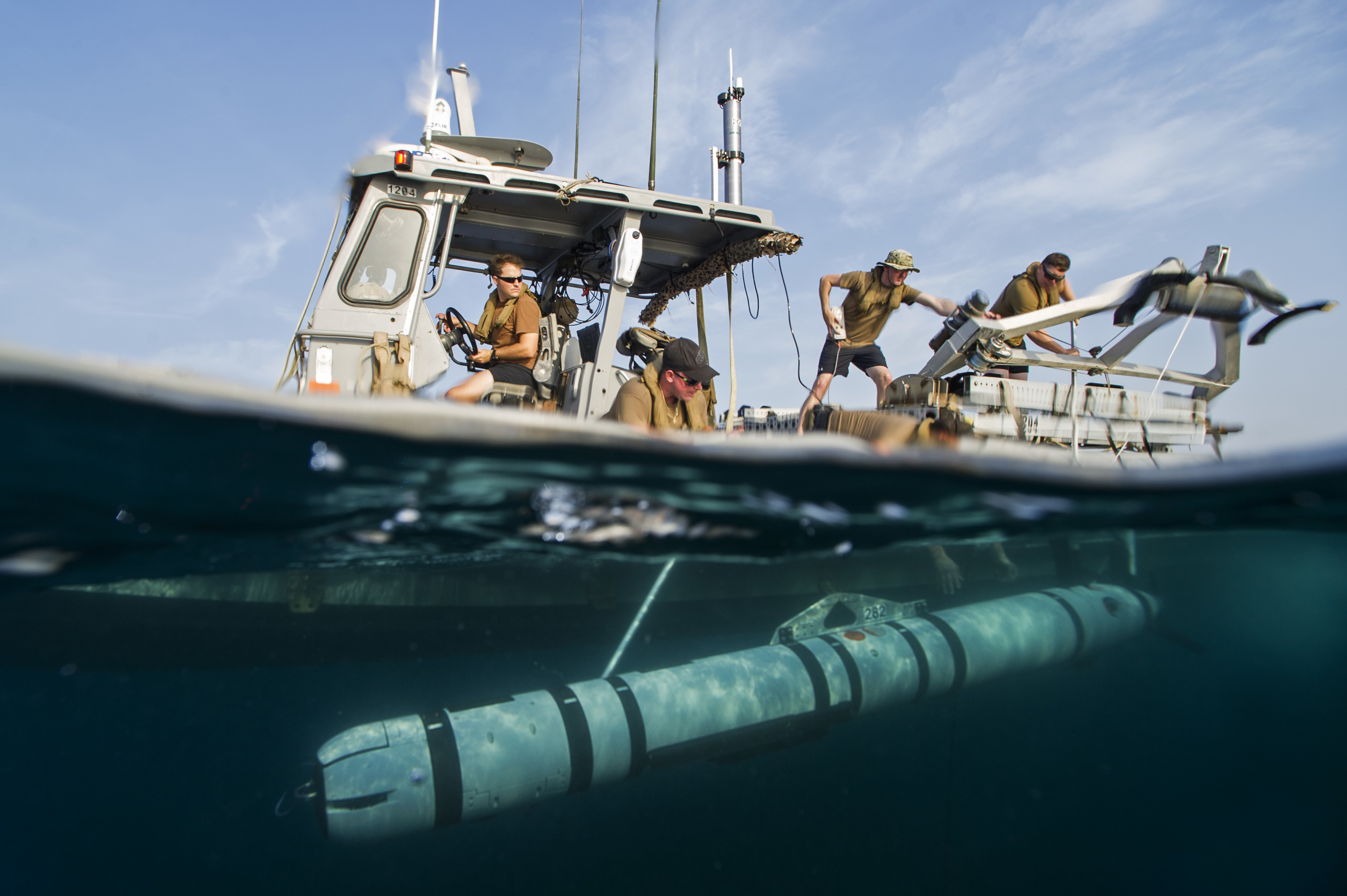
Des marins de l’US Navy lancent un REMUS 600 (désigné Mk 18 Mod 2 en service dans la Navy) dans le golfe Persique

En 2012, la variante de détection de mines du REMUS 600 a été déployée par l’US Navy au sein de la Cinquième flotte des États-Unis, opérant principalement dans le golfe Persique. Les REMUS en service dans l’US Navy sont généralement déployés à partir de bateaux pneumatiques à coque rigide de 11 mètres, qui peuvent transporter deux véhicules, bien qu’ils aient été déployés à partir du navire de combat côtier USS Freedom et d’un hélicoptère Sikorsky SH-60 Seahawk lors d’exercices. En 2018, un REMUS 600 de l’US Navy nommé « Smokey » a été capturé par des plongeurs de combat houthis au large des côtes du Yémen. Les forces houthies ont publié une vidéo du véhicule capturé.
L’Université d'Hawaï à Mānoa exploite un REMUS 100 équipé pour mesurer la salinité, la température, les courants, la bathymétrie et les paramètres de qualité de l’eau. Ces mesures aident à soutenir les recherches menées par le réseau de capteurs nearshore/offshore de l’université et les programmes d’échantillonnage de l’eau.
En 2017, un REMUS 6000 exploité à partir du navire de recherche du milliardaire Paul Allen, le RV Petrel, a permis de découvrir l’USS Indianapolis (CA-35) à 5500 m de profondeur dans la mer des Philippines. En 2018, un REMUS 6000 exploité à partir du R/V Petrel a découvert l’épave de l’USS Lexington (CV-2) dans le Pacifique occidental. L’USS Lexington a été coulé en 1942 lors de la bataille de la mer de Corail.
En 2019, des chercheurs de l’Université d'Exeter ont utilisé une SharkCam montée sur un REMUS 100 appartenant à la Woods Hole Oceanographic Institution au large des côtes de Coll et Tiree pour étudier les requins pèlerins,.

## Opérateurs
Algérie
- Forces navales algériennes

 États-Unis
- United States Navy

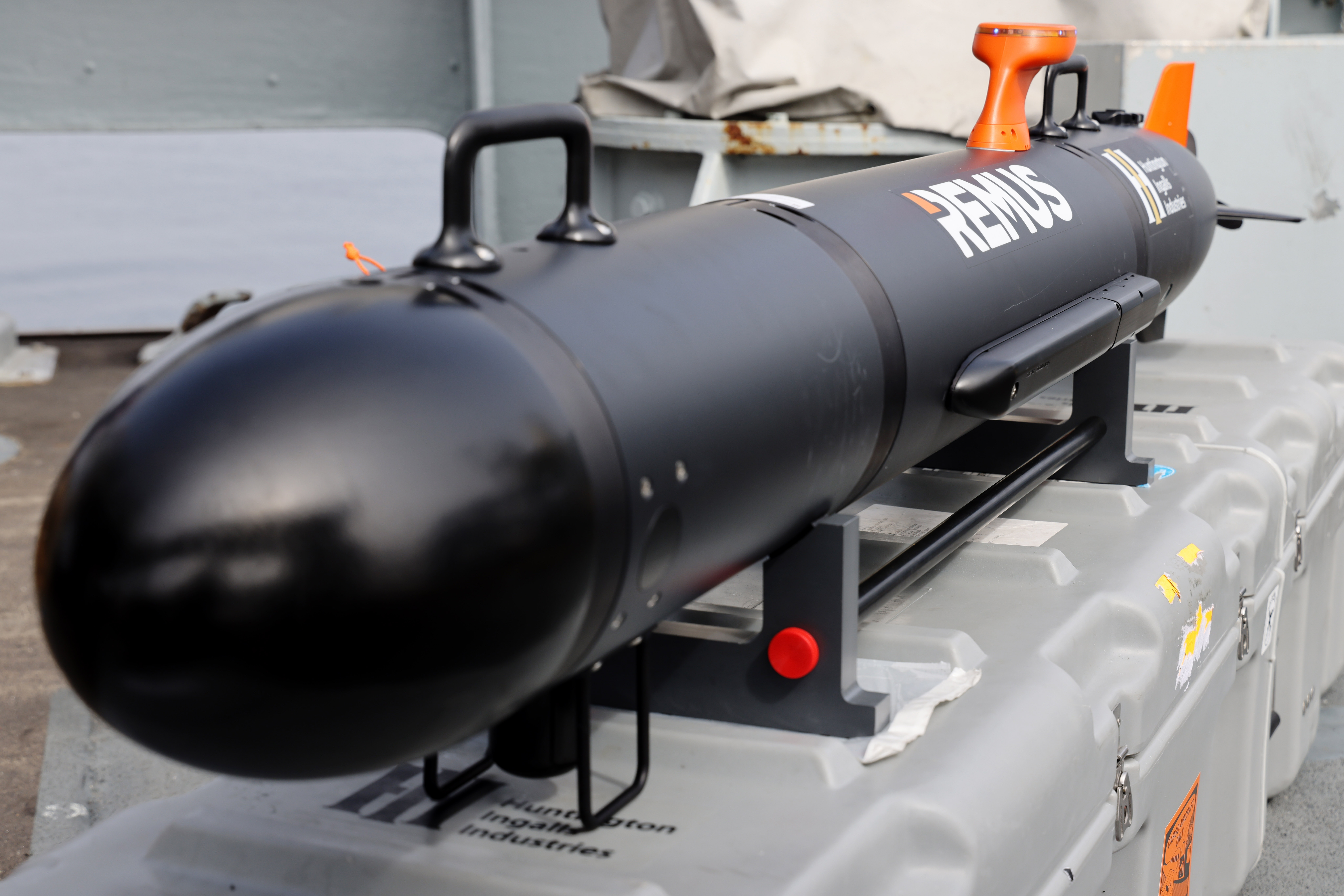
REMUS utilisé par la Royal Navy pour les opérations de lutte contre les mines

- Institut océanographique de Woods Hole
- Naval Oceanographic Office[31]
- Université d'Hawaï à Mānoa[32]

 Royaume-Uni
- Royal Navy[33]

 Croatie
- Marine militaire croate[34]

 Finlande
- Marine finlandaise[35]

 Pays-Bas
- Marine royale néerlandaise[36]

 Canada
- Marine royale canadienne[37]

 Japon
- Agence japonaise pour les sciences et technologies marines et terrestres[38]
- Force maritime d'autodéfense japonaise
  - Remus 100 utilisé sous le nom de OZZ-1/3[39]
  - Remus 600 utilisé sous le nom OZZ-2/4 sur les dragueurs de mines de classe Awaji[39],[40]

 Irlande
- Marine irlandaise[41]

 Nouvelle-Zélande
- Marine royale néo-zélandaise[42]

 Ukraine
- Marine ukrainienne : Des véhicules de surface sans pilote annoncés comme une aide militaire ont été envoyés à l’Ukraine par le Royaume-Uni (directement depuis l’industriel) en août 2022